# Martin Elmiger
Martin Elmiger (Hagendorn, 23 de setembre del 1978) és un ciclista suís, ja retirat, professional del 2001 fins al 2017. Durant la seva carrera esportiva va córrer als equips Post Swiss Team, Phonak, Ag2r–La Mondiale, IAM Cycling i BMC Racing Team.
En el seu palmarès destaca la victòria al Tour Down Under de 2007 i el Campió nacional en ruta de 2001, 2005, 2010 i 2014. Va participar en els Jocs Olímpics d'Estiu de 2004 i 2012.

## Palmarès
- 1995
  - 1r al Tour al País de Vaud
- 2000
  - 1r a la Stausee Rundfahrt Klingnau
- 2001
  -  Campió de Suïssa en ruta
- 2002
  - 1r al Circuit de Getxo
- 2003
  - 1r al Gran Premi del cantó d'Argòvia
- 2004
  - Vencedor d'una etapa del Tour del Llenguadoc-Rosselló
- 2005
  -  Campió de Suïssa en ruta
- 2007
  - 1r al Tour Down Under
  - 1r al Gran Premi d'Isbergues
- 2008
  - Vencedor d'una etapa del Tour de Picardia
- 2010
  -  Campió de Suïssa en ruta
  - 1r als Quatre dies de Dunkerque i vencedor d'una etapa
  - 1r al Gran Premi del Somme
- 2013
  - 1r al Tour del Llemosí i vencedor d'una etapa
- 2014
  -  Campió de Suïssa en ruta

### Resultats al Tour de França
- 2004. 108è de la classificació general
- 2007. 74è de la classificació general
- 2008. 71è de la classificació general
- 2010. 75è de la classificació general
- 2014. 75è de la classificació general
- 2015. 100è de la classificació general
- 2016. 64è de la classificació general

### Resultats al Giro d'Itàlia
- 2006. 80è de la classificació general

### Resultats a la Volta a Espanya
- 2005. 86è de la classificació general